# Kabupaten de Bone
Pour les articles homonymes, voir Bone.
Le kabupaten de Bone (prononcer « boné »), en indonésien Kabupaten Bone, est un kabupaten de la province indonésienne de Sulawesi du Sud dans l'île de Célèbes. Son chef-lieu est Watampone.

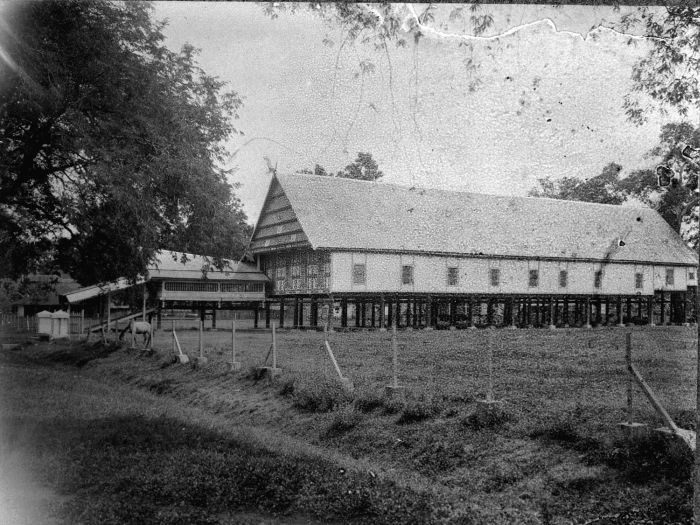
Palais du sultan de Bone, v. 1900-1920